# Бомбаччи, Никола
Никола Бомбаччи или Николо Бомбаччи (итал. Nicola Bombacci, Nicolò Bombacci; 24 октября 1879, Чивителла-ди-Романья, Эмилия-Романья — 28 апреля 1945, Донго, Ломбардия) — итальянский революционер и политик. Был учителем начальной школы и профсоюзным активистом, примкнул к фракции максималистов Социалистической партии. В 1919 году стал депутатом парламента, в январе 1921 года принял участие в создании Коммунистической партии, из которой был исключён в 1927 году, расстрелян партизанами в 1945 году за сотрудничество с фашистским режимом.

## Биография

### Социалист и коммунист
Родился в семье Антонио Бомбаччи и Паолы Гауденци 24 октября 1879 года. В молодости стал учителем начальной школы, затем занялся профсоюзной работой в Федерации сельских рабочих (Federazione dei lavoratori della terra) — в 1909 году был секретарём палат труда в Пьяченце и Чезене, в 1917 — в Модене. В 1911 году на съезде в Падуе был избран в Национальный совет Конфедерации труда (Consiglio nazionale della Confederazione del lavoro), в мае 1914 года на съезде в Мантуе сохранил эту должность. Вошёл в руководство Социалистической партии в период между национальной консультативной конвенцией в феврале 1917 года и XV съездом партии в сентябре 1918 года на гребне волны радикального рабочего движения, поднявшейся в Италии и других странах. На подпольной социалистической конвенции во Флоренции в ноябре 1917 года Костантино Ладзари и Джачинто Менотти Серрати возглавили наиболее радикальную революционную группу в партии, выделившуюся на фоне всех прочих фракций. 24 января 1918 года Бомбаччи был арестован вместе с Ладзари как заместитель секретаря партии по обвинению в пораженчестве (31 октября 1918 года был вынесен окончательный приговор апелляционного суда), но отбыл из назначенного срока тюремного заключения в два года и четыре месяца только несколько недель, выйдя на свободу 20 ноября 1918 года. В октябре 1919 года на съезде в Болонье Бомбаччи выступил с заявлением от имени максималистов-элекционистов о расколе в буржуазном лагере и революционном пути мирового пролетариата. В ноябре 1919 года был избран депутатом парламента от Болонского округа и смещён с должности секретаря партии, в феврале 1920 года на национальном совете партии во Флоренции добился включения в повестку дня вопроса о создании советов по образцу революционной России.
В январе 1920 года представленный Николой Бомбаччи проект Конституции Советов в Италии получил небольшую поддержку и много критики. Тем не менее, он вносит этим свой вклад в теоретические дискуссии о партийной политике в итальянском обществе тех лет. В апреле он становится первым итальянским социалистическим представителем на большевистской встрече в Копенгагене, а летом уже будучи членом итальянской коммунистической делегации, отправляется в Советскую Россию. В июле-августе 1920 года вместе с Серрати и Антонио Грациадеи участвовал во Втором Конгрессе Коминтерна, а затем стал одним из первых представителей течения максималистов, вышедших из Социалистической партии. 15 ноября 1920 года подписал программный манифест коммунистической фракции вместе с Грамши, Террачини и другими, а в январе 1921 года на съезде Социалистической партии в Ливорно вступил в Коммунистическую партию и заявил о необходимости присоединения её к III Интернационалу на основе 21 условия, принятого Вторым Конгрессом. 21 января 1921 года Бомбаччи был избран в состав Центрального комитета партии. В период 1920—1921 годов основал и редактировал коммунистическое издание Comunista di Bologna-Imola, в феврале-июле 1921 года занимался изданием в Риме Avanti comunista. Кроме того, вместе с Бордигой, Грамши и Террачини участвовал в работе Коммунистического интернационала (Петроград-Рим), Интернационала молодёжи и организации «Юный пролетарий» (Fanciullo proletario).
В марте 1922 года на съезде Коммунистической партии в Риме Бомбаччи, примкнувший ранее к правому крылу Таска и Грациадеи, вышел из Центрального комитета. В ноябре-декабре 1922 года участвовал в Четвёртом конгрессе Коминтерна, вместе с Грациадеи был 1 ноября 1922 года принят В. И. Лениным, который беседовал с итальянскими делегатами «о задачах борьбы с фашизмом и защите демократических свобод». В 1923 году вступил в конфликт с партией и Коминтерном в связи со своим тяжёлым финансовым положением. Коминтерн решительно осуждал его политические действия. 8 января 1924 года в «Правде» вышла заметка за авторством председателя ИККИ Григория Зиновьева, в которой позиция Бомбаччи по советско-итальянским отношениям, заключавшаяся в отказе от их полноценного установления, характеризовалась антикоммунистической и националистической, а его самого предостерегали от дальнейших нарушений дисциплины:
Пусть все коммунисты — депутаты и не депутаты — знают, что Коминтерн не потерпит отклонений от линии, установленной нашими международными конгрессами.
Проблема была усугублена дисциплинарными и процедурными вопросами, вследствие чего в 1924 году Бомбаччи был временно исключён и позднее восстановлен в партии, а в 1927 году исключён окончательно по обвинению в оппортунизме.

### Политик и публицист фашистской Италии
В 1921 году Бомбаччи вновь был избран депутатом нижней палаты парламента от Триеста и выступал против заключения торгового соглашения с Советским Союзом, в котором увидел проявление политико-идеологического сближения русского коммунизма с итальянским фашизмом. Лишённый поддержки Коммунистической партии и Коминтерна, он был лишён также депутатского мандата и подвергся преследованиям властей (в 1926 году квартира Бомбаччи была разгромлена фашистами). В том же году были приняты специальные законы, и Бомбаччи начал сближение с новым режимом. После некоторого периода политического бездействия он восстановил старые связи в лагере профсоюзного и социалистического движения и с 1936 по 1943 годы издавал при государственной поддержке журнал La Verità (то есть «Правда»), в котором сотрудничали Артуро Лабриола, Вальтер Мокки и другие известные социалисты. Идейным направлением журнала стала борьба за «пролетарскую и фашистскую Италию», против «мировой плутократии и её союзника — СССР». В годы Испанской и Второй мировой войн журнал проводил политику умеренного сотрудничества с режимом, постепенно сближаясь с антифашистской полемикой в Италии и за её пределами. Возможно, разрешение условно легальной деятельности одного из основателей Коммунистической партии в фашистской Италии можно объяснить давним знакомством и даже дружбой Бомбаччи с Бенито Муссолини — со времён, когда оба ещё были социалистами, или даже с детства.

### Идеолог Республики Сало
Бомбаччи вошёл в число основных вдохновителей Веронского манифеста, программного документа Республиканской фашистской партии, принятого 14 ноября 1943 года на Веронском конгрессе и заложившего фундамент идеологии Итальянской социальной республики, также известной как Республика Сало (Repubblica di Salò). Автор экономической теории социализации и Конституции Итальянской социальной республики, ставшей последней попыткой сблизить традиционные для итальянского фашизма идеи корпоративного государства и классового сотрудничества с получившими широкое распространение в Италии взглядами «левого» политического крыла. Одобренный Муссолини, манифест был доработан Паволини. В 1944 году в Венеции Бомбаччи опубликовал брошюру Questo è il comunismo («Это — коммунизм») и печатался в Corriere della Sera под псевдонимом Джирамондо. 
Бомбаччи был расстрелян 28 апреля 1945 года с группой сподвижников Муссолини, пытавшихся бежать вместе с дуче из Италии, на набережной озера Комо в Донго, тело повешено вниз головой для обозрения рядом с трупом Муссолини в Милане на площади Лорето. Перед расстрелом он крикнул «Да здравствует Муссолини, да здравствует социализм!». Редактор газеты Avanti! Пьетро Ненни, также друживший в молодости с Бомбаччи и Муссолини, сам предложил заголовок на первую полосу: Giustizia è fatta («Правосудие свершилось»).